# Francisco Ospina Navia
Francisco Ospina Navia (Bogotá, 19 de agosto de 1926-3 de octubre de 2010), conocido como El Capi, fue un marino, empresario, expedicionista, naturalista y consevacionista colombiano.
Ospina es conocido por su labor en pro de la ciudad de Santa Marta, donde defendió a las especies marinas de la costa atlántica y su defensa de la ciudad como destino turístico clave del país, llegando a conocerse la ciudad como "La bahía más linda de América".
Entre sus logros están las Fiestas del Mar, el Museo y Acuario del Mar del Rodadero, y la denuncia de la deforestación de la Sierra Nevada de Santa Marta por la bonanza marimbera. También estableció amistad con los pueblos indígenas de la sierra, dedicándose a la antropología aficionada; y fue el primero en realizar un eletrocardiograma a una ballena en la Isla Gorgona.

## Familia
Francisco Ospina pertenecía a una de las familias más prominentes de Colombiaː Los Ospina. Su padre era Luis Ospina Bernal, y su madre, Mercedes Navia Varona, y hermano del militar Mariano Ospina Navia, comandante de la Fuerza Aérea Colombiana en los años 60.
Su padre era un destacado arquitecto y militar, y era hijo del militar Mariano Ospina Chaparro. A su vez, los tíos de Francisco eran el arquitecto Francisco, y el sacerdote jesuita Eduardo Ospina Bernal. El abuelo de Francisco, Mariano, a su vez era hijo del político Pastor Ospina Rodríguez, tío segundo del poeta guatemalteco Carlos Wyld Ospina, y sobrino bisnieto (por parte de su bisabuelo Pastor), del político colombiano Mariano Ospina Rodríguez.